# Liste der Ständigen Vertreter der Türkei bei der OECD
Liste der Ständigen Vertreter der Türkei bei der Organisation für wirtschaftliche Zusammenarbeit und Entwicklung (OECD) in Paris. 

## Ständige Vertreter
- 1952–1961: Mehmet Ali Tiney
- 1961–1962: Aziz Köklü
- 1962–1964: Münir Mostar
- 1965–1968: Cahit Kayra
- 1968–1970: Metin Kızılkaya
- 1970–1972: Kamuran Gürün
- 1972–1981: Memduh Aytür
- 1981–1983: Pertev Subaşı
- 1983–1988: Tanşuğ Bleda
- 1988–1990: Mustafa Aşula
- 1990–1994: Temel İskit
- 1994–1997: Orhan Güvenen
- 1997–2000: Akın Alptuna
- 2000–2002: Uluç Özülker
- 2002–2006: Sencer Özsoy
- 2006–2011: Ahmet Kamil Erozan
- 2011–2013: Kadri Ecvet Tezcan
- 2013–2016: Mithat Rende
- Seit 2016: Erdem Başçı